# Christoph Führer
Christoph Führer (ur. 1954) – niemiecko-szwajcarski duchowny starokatolicki, doktor habilitowany nauk teologicznych, emerytowany profesor nadzwyczajny Wydziału Teologicznego Uniwersytetu w Bernie.

## Życiorys
W latach 1973-1979 studiował teologię ewangelicką w Lipsku, studia zakończył w 1979 egzaminem państwowym i dyplomem Uniwersytetu Lipskiego. W latach 1979-1980 odbył wikariat w Lipsku, a w 1980 zdał drugi egzamin teologiczny. Następnie był na stypendium doktoranckim Kościoła Ewangelicko-Luterańskiego Saksonii. W latach 1982-1992 był pastorem parafii w Kościele Saksonii. W 1986 uzyskał na Uniwersytecie w Lipsku stopień doktora teologii w zakresie teologii systematycznej na podstawie dysertacji Wahrer Mensch und wahrer Gott. Zur Interpretation eines christologischen Grundbekenntnisses bei einigen katholischen Theologen der Gegenwart. W latach 1991-1992 studiował na Chrześcijańskokatolickim Wydziale Teologicznym Uniwersytetu w Bernie będąc tam jednocześnie wykładowcą. W 1992 wstąpił do Kościoła Chrześcijańskokatolickiego w Szwajcarii i został jego duchownym w Zurychu oraz profesorem historii Kościoła i teologii na Uniwersytecie Berneńskim. Na podstawie dorobku naukowego oraz rozprawy pt. Aspekte eines Christentums der Zukunft Zur Theologie und Spiritualiät Friedrich Rittelmeyers uzyskał w 1997 na Wydziale Teologicznym Chrześcijańskiej Akademii Teologicznej w Warszawie stopień doktora habilitowanego nauk teologicznych w zakresie teologii historycznej. Do 2005 był profesorem Wydziału Teologicznego Uniwersytetu w Bernie w Instytucie Teologii Starokatolickiej. Przeszedł wówczas na akademicką emeryturę.